# جاين ويذرز
جاين ويذرز (بالإنجليزية: Jane Withers)‏ هي عارضة وممثلة أمريكية، ولدت في 12 أبريل 1926 بأتلانتا في الولايات المتحدة.

## أعمال

### أفلام
- (1956) ضخم[6][7][8]
- (1996) أحدب نوتردام[9][10][11]
- (2001) أحدب نوتردام 2

## وصلات خارجية
- جاين ويذرز على موقع IMDb (الإنجليزية)
- جاين ويذرز على موقع ألو سيني (الفرنسية)
- جاين ويذرز على موقع ميوزك برينز (الإنجليزية)
- جاين ويذرز على موقع تيرنر كلاسيك موفيز (الإنجليزية)
- جاين ويذرز على موقع أول موفي (الإنجليزية)
- جاين ويذرز على موقع قاعدة بيانات الأفلام السويدية (السويدية)
- جاين ويذرز على موقع إن إن دي بي (الإنجليزية)
- جاين ويذرز على موقع قاعدة بيانات الفيلم (الإنجليزية)
- جاين ويذرز على موقع كينوبويسك (الروسية)